# Vörös Sári
Vörös Sári (Budapest, 1910. június 7. – Budapest, 1998. december 2.) magyar nótaénekes, dalénekes, énektanár.

## Életpályája
Szülei Koltáról költöztek a fővárosba. Édesapja kovács volt a MÁV Gépgyár gépműhelyében. Vörös Sári 1928-ban érettségizett Budapesten a Dobó Katica felső kereskedelmi iskolában. Az iskola kórusában kezdett énekelni. Az egyik iskolai ünnepségen a Bolond Istók c. dalát Szabados Paula, az énekkar vezetője kisebb jelenetté bővítette ki, és 15 éves korában azzal aratta első jelentős sikerét. Ezt követően minden iskolai előadáson énekelt néhány dalt. Még középiskolás korában, a Zeneakadémiára gyakorlatos hallgatóként Szabados Béla osztályába vették fel. 1929-től kezdve több mint tíz évig a Palestrina Kórus tagja volt. A balti államokban, lengyel- és Olaszországban szerepelt az együttessel. 1935-ben a kórus kisebb házi mulatságán énekelt először magyar nótákat. Négy évvel később Száder István, a rádió hanglemezosztályának vezetője, elkészítette első hanglemezét, amelyen Dóczy József "Vett a rózsám piros selyemviganót" kezdetű nótáját énekelte. 1939. augusztus 23-án énekelt először a rádióban. 1954-ben három hétig Csehszlovákiában, 1957-ben a Belügyminisztérium népi zenekarával három hónapig a Szovjetunióban, Moszkva, Leningrád, Baku, Tbiliszi, Szocsi és Odessza városban, egy évvel később pedig, Reményi Sándorral és Lakatos Sándor népi zenekarával, a Brüsszeli Világkiállításon szerepelt nagy sikerrel. Gyakran fellépett a televízióban is, ahol 1980-ban készült a portréműsora. Számos hanglemezfelvétele és ugyancsak 1980-ban nagylemeze került forgalomba. Negyvenévi rádiószereplése során több száz magyar nótát énekelt hangszalagra. Sikerekben gazdag pályafutása során megkapta a Szocialista Kultúráért Kitüntetést (1955), majd a rádió, a televízió és az ORI nívódíját.
Dalos élete mellett, - polgári foglalkozásként - könyvelőként dolgozott.
Énektanárként hosszú éveken keresztül nevelte, oktatta, - az OSZK stúdióban - a ma is pályán lévő számos nótaénekest.